# Syed Babar Ali
Syed Babar Ali (* 15. Juni 1926 in Lahore, Pakistan) ist ein pakistanischer Geschäftsmann, Philanthrop und ehemaliger Finanzminister von Pakistan.

## Leben
Syed Babar Ali besuchte von 1934 bis 1943 das Aitchison College, Lahore. Er studierte 1947 an der Universität von Michigan, kehrte nach Pakistan zurück und machte seinen Bachelor-Abschluss an der Punjab-Universität.
Von 1955 bis 1973 war er Geschäftsleiter der pakistanischen Firma Packages Limited, die Herstellung und Handel von Papier, Karton, Pappdeckel, Verpackungsmaterialien und Hygieneartikeln betreibt; und der er noch heute beratend verbunden ist. Er gründete Joint Ventures mit multinationalen Konzernen, z. B. Tetra Pak (Schweden), Coca-Cola  (USA), Nestlé (Schweiz) und Mitsubishi (Japan).
Er war aber auch bei der Entwicklung verschiedener anderer pakistanischer Unternehmungen sowie im Regierungsauftrag tätig.
1973 studierte er an der Harvard Business School. 1986 war er einer der Gründer der Lahore University of Management Sciences (L.U.M.S.). Er war Finanzminister von Pakistan in der Übergangsregierung von Ahmad Qureshi Menuddin vom 23. Juli 1993 bis zum 19. Oktober 1993. Von 1996 bis 1999 war er der Präsident des World Wide Fund For Nature international. Er fungiert auch als ehrenamtlicher Generalkonsul von Schweden in Lahore.
Syed Babar Ali ist schiitischer Muslim. Er ist der Sohn von Syed Ali Maratib, der ein prominenter Wirtschaftsführer von Lahore war.  Auf der Seite seiner Mutter stammt er aus der Fakir-Khana-Familie von Lahore. Er ist der Bruder des Industriellen Syed Wajid Ali.
2020 wurde Babar Ali in die American Academy of Arts and Sciences gewählt.